# Blaker
Blaker là một làng nằm ở Na Uy.